# Bão Mitag (2019)
Bão Mitag năm 2019, được biết đến ở Philippines với tên gọi là bão Onyok hay là WP192019.

## Lịch sử khí tượng
Một vùng áp thấp hình thành ở khu vực quần đảo Caroline ngày 26 tháng 9 và được JTWC gán số hiệu là 19W. Sau đó, bão được PAGASA gán tên là Onyok khi đi vào khu vực trách nhiệm của họ.

## Chuẩn bị và tác động

### Đài Loan (Trung Quốc)
Nhằm tránh cơn bão lớn Mitag sắp đổ vào, chính quyền Đài Loan đã ra lệnh ngừng hoạt động các sàn giao dịch chứng khoán, cho học sinh nghỉ học và hoãn hơn 150 chuyến bay trong ngày 30-9. Theo Hãng tin Reuters, cơ quan khí tượng Đài Loan nhận định bão Mitag là cơn bão lớn có cường độ mạnh thứ hai đổ vào vùng lãnh thổ này trước nay. Dự kiến bão Mitag sẽ đổ bộ vào vùng bờ biển phía đông bắc Đài Loan với sức gió mạnh nhất lên tới 162 km/h trong đêm nay (30-9). Các quan chức thuộc cơ quan dự báo khí tượng cho biết bão Mitag đang di chuyển theo hướng bắc- tây bắc với tốc độ 25 km/h và sẽ tăng dần cường độ khi vào tới đất liền. Cơ quan khí tượng Đài Loan đã phát cảnh báo để người dân đề phòng tình trạng mưa to và gió lớn ở thành phố cảng Keelung và nhiều khu vực khác ở phía Bắc. Cơ quan này cũng phát cảnh báo tránh trú bão với các ngư dân đang đánh bắt trên toàn vùng Đài Loan. Khoảng 12.000 quân nhân cũng sẽ túc trực ứng phó với nguy cơ ngập lụt do mưa bão. Nhà lãnh đạo Đài Loan Thái Anh Văn kêu gọi người dân nên có sự chuẩn bị phòng ngừa kỹ lưỡng nhất trước bão và tốt nhất nên ở trong nhà nếu không buộc phải ra ngoài lúc này. Hơn 150 chuyến bay và các dịch vụ vận chuyển bằng phà đã bị hủy. Nhiều tuyến xa lộ trên đảo Đài Loan cũng bị phong tỏa để phòng nguy cơ lở đất và ngập lụt. Dông bão cũng khiến khoảng 2.700 ngôi nhà bị cắt điện trong sáng nay (30-9).

### Hàn Quốc
Nhà chức trách Hàn Quốc ngày 3-10 thông báo, bảy người thiệt mạng và một số người khác mất tích sau khi cơn bão Mitag đổ bộ vào các khu vực phía nam và phía đông của nước này kèm theo mưa lớn và gió giật mạnh. Nhà chức trách Hàn Quốc cho hay con số thương vong sẽ còn tăng cao khi tình trạng lở đất xảy ra ở nhiều khu vực như ở Busan, vùi lấp nhiều gia đình và công trình nhà cửa. Lực lượng cứu hộ đang nỗ lực tìm kiếm những người mất tích bị vùi lấp trong đất đá. Bão Mitag, cơn bão thứ 18 trong năm nay đã đổ bộ vào khu vực phía nam Hàn Quốc đêm 2-10 mang theo mưa lớn và gió giật mạnh khiến hơn 1.500 người trên đảo Jeju và một số khu vực đông nam phải sơ tán tới các nơi tránh trú khẩn cấp. Mặc dù các chuyến bay đã được nối lại bình thường vào lúc 6 giờ sáng (giờ địa phương), song 83 phà chở khách ở 65 tuyến đường biển vẫn ngừng hoạt động. Hơn 44 nghìn hộ gia đình bị mất điện do bão Mitag. Cho đến nay, khoảng 82% hộ gia đình đã được khôi phục điện. Thủ tướng Hàn Quốc Lee Nak-yon đã yêu cầu triển khai toàn bộ nhân lực và trang thiết bị để giải cứu những người bị chôn vùi trong vụ lở đất tại Busan và cũng như triển khai các biện pháp bảo đảm an toàn sau bão.